# Dix jours de Brescia
Première guerre d'indépendance italienne
Batailles
- Cinq journées de Milan
- Pastrengo
- Santa Lucia
- Vicence
- Cornuda
- Curtatone et Montanara
- Goito
- Custoza
- Milan
- Novare

Les dix jours de Brescia désigne un mouvement de révolte populaire contre l'oppression autrichienne qui a eu lieu du 23 mars (jour de la défaite des Piémontais à la bataille de Novare) au 1er avril 1849. Le courage montré par les insurgés dans la lutte a valu à la ville de Brescia le titre de « Lionne de l'Italie ».

## Prémices
Entre 18 et 22 mars 1848, à la suite des cinq journées de Milan, certaines villes de Lombardie (Côme et Bergame en particulier) se révoltent contre les garnisons autrichiennes forçant le maréchal Joseph Radetzky à la retraite. Après la libération de ces villes, le royaume de Sardaigne déclare la guerre à l'empire d'Autriche. Le 6 mai 1848, Charles-Albert lance un assaut sur les positions de l'armée autrichienne du maréchal Radetzky, le long des murs de Vérone lors de la Bataille de Sainte-Lucie. La signature de l'armistice Salasco oblige l'armée piémontaise à évacuer la Lombardie et Milan ; des milliers de réfugiés fuient vers le Piémont et dans le Tessin.
Le 12 mars 1849 le Royaume de Sardaigne dénonce l'armistice. Radetzky évacue ses troupes de la plupart des provinces, laissant dans le château de Brescia (it) une garnison de 300 soldats, mais bien fortifiée et très bien équipé en l'artillerie.
Le climat est similaire à celui de l'année précédente, bien que la plupart des insurgés soient des expatriés du Piémont ou de l'étranger. Dans la confusion générale, la municipalité reprend l'insurrection, bientôt rejoints par un comité de défense formé par les compagnons de Mazzini. Des circonstances similaires ont lieu au même moment à Côme.

## Insurrection
Le 23 mars 1849, les Autrichiens surprennent le Piémont par la grande victoire de la bataille de Novare. La nouvelle se répand rapidement dans les provinces proches du royaume de Sardaigne, les rebelles abandonnent et prennent le chemin de l'exil. À Brescia, cependant, les nouvelles arrivent quelques jours plus tard, et l'armée insurrectionnelle mène une longue et glorieuse bataille suivie par une répression commandée par Julius Jacob von Haynau.

## Journée
- 23 mars : L'élément déclencheur est une amende imposée par le maréchal Haynau en représailles à une ancienne révolte.
- 24 mars : réaction instantanée des autrichiens sous le commandement du capitaine Leshke qui commencent à bombarder la ville avec les canons de château. Leshke réussit à faire sortir des hommes du château dont deux courent à Mantoue demander du renfort.
- 25 mars : La ville organise les défenses tandis que les autrichiens attendent les troupes de Mantoue sous le commandement du général Nugent.
- 26 mars : Les 1 000 hommes du général Nugent sont bloqués par des centaines d'insurgés dirigés par Tito Speri. Le comité de défense envoie une délégation de parlementaires à Nugent qui répond qu'il désire entrer dans Brescia de gré ou de force. Après cette entrevue, le peuple rassemblé sur le porche du palais de la Loggia décide à l'unanimité de défendre la ville jusqu'à la dernière extrémité. Pendant ce temps, les canons du château continuent à bombarder la ville.
- 27 mars : Les bombardements endommagent la cathédrale, le palais de la Loggia, le grand théâtre et de nombreuses maisons privées. Les Autrichiens se replient après avoir été repoussé par Tito Speri à la porte Torrelunga.
- 28 mars : Le comité de défense place plusieurs tireurs d'élite sur les collines dei Ronchi et dans la Tour du Pegol (it) pour atteindre les autrichiens restés au château. Le bataillon de Nugent assaille les brescians, Tito Speri est presque le seul à pourvoir s'échapper.
- 29 mars : La nouvelle de l'armistice de Novare parvient à Brescia mais personne ne veut le croire. Les autrichiens reçoivent de nouveau renfort et continuent les bombardements, plusieurs bombes tombent sur l'hôpital civil.
- 30 mars : Les renforts de Haynau arrivent, la ville est maintenant complètement encerclée et sous les bombardements.
- 31 mars : Haynau exige la reddition totale des rebelles à midi sans retard et sans condition sous peine de détruire la ville. Les brescians refusent l'arrêt des hostilités. Ils reprennent les bombardements et les combats.
- 1er avril : Dernier jour de résistance, d'autres renforts arrivent, les autrichiens commencent les pillages et les massacres.